# Текстильна промисловість України
Текстильна промисловість — галузь легкої промисловості, підприємства якої виробляють тканини (бавовняні, лляні, вовняні, шовкові тощо), неткані матеріали, трикотажні, текстильно-галантерейні та інші вироби з рослинної (бавовна, льон, коноплі, кенаф, джут, рамі), тваринної (повна, кокони шовкопряда) та хімічної (штучні та синтетичні волокна) сировини. Основні галузі текстильної промисловості: бавовноочисна, бавовняна, шерстяна, шовкова, лляна, конопле-джутова, трикотажна, текстильно-галантерейна, первинної обробки льону та ін. луб'яних культур, промисловість нетканих матеріалів тощо. Поряд з предметами споживання текстильна промисловість виготовляє засоби виробництва (тех., фільтрувальні та ін. тканини, конопледжутові виробн. корд, рибальські сітки тощо). Продукцію текстильної промисловості застосовують в усіх галузях господарства у вигляді готових виробів, напівфабрикатів або відходів для виробничих цілей.

## Історія
Надомне, кустарне та напівчагарне виробництво тканин було поширене на землях сучасної України ще з часів неоліту. У Київській Русі найбільшим центром ткацького ремесла та торгівлі тканинами був Київ, куди привозили іранські, арабські, китайські та візантійські шовкові та золототкані матерії, а також суконні вироби із Західної Європи. Військові потреби князівських дружин поступово стимулювали поширення виробництва вітрильного полотна, наметів, теплого вовняного одягу тощо.
Після монголо-татарських навал та занепаду Києва центром текстильного виробництва стали міста Галичини та Волині, особливо Львів, у XVI — XVII століттях також Луцьк, Кременець, Володимир-Волинський та ін. З середини XVII століття до них приєдналися й міста Лівобережжя. З утворенням цехів, техніка виробництва тканин значно вдосконалюється (сукно почало вироблятися за допомогою фолюш — великих ступів для збивання сукна, які ставилися на водяних млинах) разом з тим почалася певна спеціалізація виробництва.
Гетьманський уряд підтримував розвиток текстильного виробництва (для військових цілей, як і раніше, потрібні були сукно і вітрила) і охороняв його шляхом проведення протекціоністської митної політики, вводячи мита на імпорт. У XVII столітті у зв'язку з поступовим ослабленням автономії гетьманської держави на текстильне виробництво в Україні дедалі більше впливає політика царської Росії, регламентація виробництва, його подальший розвиток, конкуренція, що посилюється, з боку в центр. районів Росії. Сукно для армії продовжувало користуватися попитом, скупість текстилю державою відбувався у великих масштабах, з'явилися державні текстильні мануфактури.

### У складі Російської імперії
На ізоляцію українського текстильного ринку від світового вплинула заборона вивозити за межі Російської імперії тканини з льону та коноплі (1714), вовни та вовняної пряжі (1720) та ввозити до неї (1721) полотна, шовкові матерії, панчішні вироби. Водночас московські підприємства скуповували за низькими цінами українську пряжу та шерсть і перепродували їх у Москві чи за кордоном за дорожчими цінами. У 1757 році було скасовано митний кордон між Україною та Росією. Тариф 1822 року остаточно забезпечив російській текстильній продукції монопольне становище в Україні, а з 1830 року було введено також і спеціальне мито на польські сукняні вироби.
З кінця XVII століття панівною формою текстильного виробництва в Україні стає мануфактура. Вона виступала у двох видах: поміщицькій (вотчинні, позесійні чи кріпосницькі), яка будувалася на безоплатній праці кріпаків, та купецькій (капіталістичній), що використовує найманих працівників. Власниками текстильних мануфактур були козачі старшини, пізніше російські та польські поміщики та купці (переважно російські), а також держава. Текстильні мануфактури (в Україні переважно суконні) налічували від 15 (це були власне ремісничо-кустарні верстати) до 1 000 робітників. На високих мануфактурах процес виробництва був досить диференційований.
До перших великих текстильних мануфактур на території сучасної України належали Глушківська (поблизу Путивля), заснована 1719 року, одна з найбільших у Російській Імперії (1797 виробляла 145,4 тис. м сукна, ч. робітників 9478) і (з 1722) Ряшківська (на території Прилуцького полку) - обидві позиційні. Наприкінці XVIII століття в Україні було 12 сукняних мануфактур, які виготовляли 216,6 тис. м сукна (у тому числі на Лівобережжі припадало 85,6 %), що становило 14 % продукції всієї Російської Імперії. Майже всю продукцію з поміщицьких мануфактур закуповувала держава; купецькі мануфактури орієнтувалися на вільний ринок. Суконна мануфактура пов'язана зі зростанням вівчарства; але лише частина вовни, що переробляється в Україні (особливо північ України, де майже не було сукняних мануфактур) експортувалася до Росії.
| РІк       | 1797 | 1814 | 1848 | 1859 |
| --------- | ---- | ---- | ---- | ---- |
| Кількість | 12   | 42   | 76   | 160  |
| Обсяг     | 217  | 293  | 1190 | 1256 |

В 1859 на суконних мануфактурах працювало 15 370 робітників; вартість виробництва - 3,1 млн руб. Незважаючи на зростання продукції в Україні, її доля в Російській Імперії зменшилася в 1859 до 12% (робітників — 20%). Географія розміщення сукняних мануфактур зазнала змін. Спочатку вони були зосереджені на Лівобережжі, але на початку XIX століття поширилися і на Правобережжя (особливо на Волині, хоч це були численні, але малі підприємства). У середині ХІХ століття на Поділлі та Волині розташовувалося 69 % усіх сукняних мануфактур України, але вони давали лише 26 % продукції; відповідні показники для Чернігівщини 9,6 та 25,8 %, для Київщини – 5,0 та 17,8 %. Слабко була розвинена мануфактура на півночі України; там було мало кріпаків і вигідніше продавати шерсть фабрикам. До середини XIX століття в Україні переважали поміщицькі мануфактури (1848 року вони давали 64,6 % продукції України).
У 1850-х — 1860-х роках у текстильній промисловості України відбулися істотні зміни, тому через скасування кріпацтва, поміщицька мануфактура втратила свою трудову базу (у 1860 її частка становила майже половину або 47 % випуску продукції) і незабаром перестала існувати; разом із промисловим переворотом та повільним (з 1830-х рр.), але постійним запровадженням машинної техніки мануфактурне виробництво перемістилося на заводи. Число сукняних підприємств зменшилося в результаті консолідації: зі 172 в 1859 р. до 51 1900 р.; число робітників з 15400 до 4460 (для порівняння, в Російській імперії: з 864 до 588 підприємств, з 123400 до 95000 робітників). Про концентрацію виробництва свідчить і той факт, що в 1860 р. Клинці (північна Чернігівщина) забезпечував 47,5 % виробництва сукна України та 92 % купецьких мануфактур (тоді завод у Клинцях був здебільшого механізований).
Усі інші галузі текстильної промисловості (суконна та шовкова) мали в Україні другорядне значення. Виробництво бавовняних тканин, яке посіло у Росії перше місце, на землях сучасної України в дорадянську епоху не склалося.
У другій половині XIX — на початку XX століття текстильна промисловість зазнала ще більшого занепаду, хоча Україна мала всі передумови для її розвитку: багато сировини (вовна, льон, коноплі) та зручне географічне положення для імпорту інших його видів (бавовна, джут), багато рук до праці та місцевий ринок збуту. Причиною цього була колоніальна політика Росії, яка бачила в Україні ринок збуту для своєї текстильної промисловості різних видів. 3,4% випуску всеросійської продукції) була вовняна промисловість (її представляли переважно шерстомийні заводи).В межах української території були лише невеликі сукняні фабрики в районі Дунаївців на Поділлі (великі сукняні заводи на північній Чернігівщині у м. Клинці). -джутова промисловості (близько 20% випуску всеросійської продукції).
У 1914 році в Україні було всього 6 великих текстильних підприємств, включаючи мішковий завод у Харкові, мішковоканатний завод і джутову фабрику в Одесі та Луганський завод пресового сукна. Але всі вони давали лише 0,6% виробництва усієї промисловості України; чисельність робітників становила 14 800 (чи 4 % всіх зайнятих у промисловості України). Випуск текстильної продукції України тоді становив лише 1 % від всеросійського обсягу, і тому Україна була змушена покривати свій попит імпортом текстильних виробів: у 1910—1913 роках щорічно на 188600000 руб. (40,4 % всього імпорту) завозилася продукція з інших частин Російської імперії (бавовняні та лляні вироби з губерній центральної Росії, вовняні вироби надходили переважно з російського Привіслинського краю).

### В складі Австро-Угорщини
В Східній Галичині 1913 року діяли фабрика ватиліну й вати та кілька ткалень полотна.

### Радянський Союз
Під час довоєнних п'ятирічок на базі створеного машинобудування та потужної сировинної бази було значно розширено діючі й створено нові галузі текстильної промисловості (трикотажну, первинної обробки луб'яних культур тощо). Стали до ладу трикотажні фабрики в Києві, Одесі, Харкові, бавовнопрядильна фабрика в Полтаві, 22 коноплезаводи і 2 льонозаводи та ін.
Значно розвинулася текстильна промисловість республіки в післявоєнні роки. Істотні зміни відбулися в розміщенні текстильної промисловості, було створено нові галузі — лляну, шовкову, нетканих матеріалів. Введено в дію Дарницький шовковий комбінат імені 60-річчя Великої Жовтневої соціалістичної революції, Херсонський бавовняний комбінат. Житомирський льонокомбінат імені 60-річчя Великої Жовтневої соціалістичної революції, Рівненський льонокомбінат імені Комсомолу України та інші.
За 1966—80 роки стало до ладу 31 велике підприємство; значну кількість діючих реконструйовано і розширено. В 1981 році введено в дію Долинську бавовнопрядильну фабрику (Івано-Фр. обл.), Рубіжанську панчішну фабрику (Ворошиловгр. обл.), Київську фетрову фабрику, Орджонікідзевську фабрику верхнього трикотажу (Дніпроп. обл.).
Поряд з розширенням виробничо-технічної бази текстильна промисловість України зміцніла й її сировинна база — зросли посівні площі під льоном, збільшилося виробництво хімічних волокон; впроваджено нові структури тканин і трикотажу, міцні і яскраві барвники тощо. Внаслідок цього значно поліпшилась якість вироблюваної продукції, розширився її асортимент. Обсяг виробництва продукції текстильної промисловості республіки зріс у 1982 році проти 1970 року на 66 %. Дальший розвиток текстильної промисловості грунтується на поглибленні спеціалізації виробництва, комплексному використанні сировини, технічному переоснащенні підприємств, впровадженні нової техніки й прогресивної технології, а також механізації і автоматизації виробництва.
Наукові проблеми розвитку текстильної промисловості в Україні розробляють Текстильної промисловості український науково-дослідний інститут та Український НДІ штучних та синтетичних волокон (Київ).